# Башлага
Башлага — покинутый аул в Шатойском районе Чеченской Республики.

## География
Расположен на правом берегу реки Вердыэрк, к юго-востоку от районного центра Шатой.
Ближайшие населённые пункты и развалины бывших аулов: на севере сёла Мускали и Асланбек-Шерипово, на северо-западе — сёла Дегесты и Урдюхой, на северо-востоке сёла — Мусолт-Аул, Беной и Хал-Килой, на юго-востоке —  село Саной, на юго-западе — бывший аул Элка.